# Siguang Ri
Der Siguang Ri ist ein vergletscherter Berg im Himalaya im autonomen Gebiet Tibet. 
Der Berg hat eine Höhe von 7308 m. Er befindet sich im Mahalangur Himal. Der Cho Oyu liegt 6,4 km südsüdwestlich. 
Die Erstbesteigung des Siguang Ri gelang am 21. April 1989 einer japanischen Expedition (Takashi Okuda und Takashi Miki). Die Aufstiegsroute führte über den Westgrat zum Gipfel.